# Ciclismo nos Jogos Olímpicos de Verão de 2024 - BMX estilo livre feminino
A prova do BMX estilo livre feminino do ciclismo nos Jogos Olímpicos de Verão de 2024 ocorreu em 30 e 31 de julho de 2024 na Praça da Concórdia, em Paris. Um total de 12 ciclistas de 10 Comitês Olímpicos Nacionais (CON) participaram do evento.

## Qualificação
Cada Comitê Olímpico Nacional (CON) poderia inscrever até duas ciclistas qualificadas no BMX estilo livre. As vagas foram atribuídas ao CON, que seleciona as ciclistas. Haviam 12 vagas disponíveis, alocadas da seguinte forma:
- Série de qualificação olímpica: os seis primeiros colocados ganharam uma vaga cada;
- Campeonato Mundial Urbano de 2022: as duas primeiras colocadas, que ainda não tinham vaga, ganharam uma cada uma;
- Campeonato Mundial de BMX Estilo Livre de 2023: as três primeiras colocadas, que ainda não tinham vaga, ganharam uma cada uma;
- País sede: a França garantiu uma vaga como nação anfitriã.

## Formato
A competição consistiu de duas fases, sendo uma de classificação e a final. Em cada rodada os ciclistas realizaram duas descidas com no máximo 60 segundos de duração. Cinco juízes dão notas entre 0,00 e 99,99 com base na dificuldade e execução da prova; as pontuações são calculadas em média para uma pontuação total de execução. Na rodada de classificação, as duas pontuações são calculadas para determinar a ordem de início dos ciclistas na final, dos piores para os melhores, proporcionando uma vantagem de conhecimento da pista para os ciclistas posteriores. Na final, apenas a melhor pontuação das duas descidas é considerada.

## Calendário
Horário local (UTC+2)
| Dia                 | Horário | Fase          |
| ------------------- | ------- | ------------- |
| 30 de julho de 2024 | 13:25   | Classificação |
| 31 de julho de 2024 | 13:10   | Final         |

## Medalhistas
| Ouro   | CHN Deng Yawen     |
| Prata  | USA Perris Benegas |
| Bronze | AUS Natalya Diehm  |

## Resultados

### Classificação
As nove ciclistas com as melhores médias avançam para a final. A fase de classificação também determina a ordem de início para a final. A ciclista com a pior média começa em primeiro lugar na final, e assim sucessivamente.
| Pos. | Ciclista               | CON                | Corrida 1 | Corrida 2 | Média | Notas |
| ---- | ---------------------- | ------------------ | --------- | --------- | ----- | ----- |
| 1    | Hannah Roberts         | USA Estados Unidos | 91.80     | 91.10     | 91.45 | Q     |
| 2    | Deng Yawen             | CHN China          | 90.36     | 91.70     | 91.03 | Q     |
| 3    | Sun Jiaqi              | CHN China          | 88.00     | 87.66     | 87.83 | Q     |
| 4    | Perris Benegas         | USA Estados Unidos | 86.20     | 84.68     | 85.44 | Q     |
| 5    | Iveta Miculyčová       | CZE Chéquia        | 83.60     | 85.33     | 84.46 | Q     |
| 6    | Queensaray Villegas    | COL Colômbia       | 81.60     | 87.25     | 84.42 | Q     |
| 7    | Macarena Pérez Grasset | CHI Chile          | 85.13     | 83.36     | 84.24 | Q     |
| 8    | Natalya Diehm          | AUS Austrália      | 81.66     | 86.12     | 83.89 | Q     |
| 9    | Laury Perez            | FRA França         | 83.64     | 82.88     | 83.26 | Q     |
| 10   | Nikita Ducarroz        | SUI Suíça          | 79.04     | 80.53     | 79.78 |       |
| 11   | Charlotte Worthington  | GBR Grã-Bretanha   | 79.20     | 78.82     | 79.01 |       |
| 12   | Kim Lea Müller         | GER Alemanha       | 75.80     | 80.10     | 77.95 |       |

### Final
As ciclistas com as melhores pontuações após duas corridas conquistam as medalhas.
| Pos.              | Ciclista               | CON                | Corrida 1 | Corrida 2 | Melhor |
| ----------------- | ---------------------- | ------------------ | --------- | --------- | ------ |
| Medalha de ouro   | Deng Yawen             | CHN China          | 92.50     | 92.60     | 92.60  |
| Medalha de prata  | Perris Benegas         | USA Estados Unidos | 83.40     | 90.70     | 90.70  |
| Medalha de bronze | Natalya Diehm          | AUS Austrália      | 88.80     | 87.70     | 88.80  |
| 4                 | Queensaray Villegas    | COL Colômbia       | 64.80     | 88.00     | 88.00  |
| 5                 | Macarena Pérez Grasset | CHI Chile          | 83.80     | 84.55     | 84.55  |
| 6                 | Iveta Miculyčová       | CZE Chéquia        | 82.30     | 8.60      | 82.30  |
| 7                 | Sun Jiaqi              | CHN China          | 70.80     | 60.10     | 70.80  |
| 8                 | Hannah Roberts         | USA Estados Unidos | 70.00     | 5.42      | 70.00  |
| 9                 | Laury Perez            | FRA França         | 2.80      | 64.30     | 64.30  |